# Chirotica maculipennis
Chirotica maculipennis är en stekelart som först beskrevs av Johann Ludwig Christian Gravenhorst 1829.  Chirotica maculipennis ingår i släktet Chirotica och familjen brokparasitsteklar. Arten är reproducerande i Sverige. Utöver nominatformen finns också underarten C. m. italicator.